# Mehmet Âkif Pirim
Mehmet Âkif Pirim (* 17. září 1968 Rize, Turecko) je turecký zápasník, bývalý reprezentant, později trenér řecko-římského zápasu. V roce 1992 na olympijských hrách v Barceloně vybojoval v kategorii do 62 kg zlatou a v roce 1996 na hrách v Atlantě ve stejné kategorii bronzovou medaili.
V roce 1991 vybojoval stříbro na mistrovství světa. V roce 1991, 1993 a 1997 zvítězil na Středomořských hrách. V roce 1999 se nekvalifikoval do turecké reprezentace a přijal nabídku Ázerbájdžánského občanství. Ve stejném roce tak na mistrovství světa v Athénách reprezentoval, bez výraznějšího úspěchu, tuto zemi.
Po skončení aktivní kariéry působil jako trenér turecké reprezentace a z pověření FILA se věnoval vzdělávání trenérů v afrických a asijských zemích..